# Sfântul Ioan Botezătorul (pictură de Leonardo da Vinci)
Tabloul reprezentându-l pe Sfântul Ioan Botezătorul este ultima operă importantă a lui Leonardo da Vinci. Pictura a fost realizată cu trei ani înainte de moartea artistului. Este evident în acest tablou stilul caracteristic al lui da Vinci, bazat în mare parte pe expresivitatea clarobscurului. Silueta pusă în lumină a sfântului se dezvăluie din întuneric.

## Descriere
Este greu de definit sursa luminii care cade asupra lui. Compoziția tabloului creează senzația de monocromie, de culoare unică dominantă.
Tabloul prezintă un personaj de o frumusețe ambiguă, hermafrodită, impenetrabilă. Privindu-l, spectatorul aproape hipnotizat ezită, neștiind dacă este vorba despre un bărbat sau despre o femeie.

## Vezi și
- Sfântul Ioan Botezătorul (Tițian)